# Arodys Vizcaíno
Arodys Vizcaíno (San Cristóbal, 13 de noviembre de 1990) es un lanzador dominicano de Grandes Ligas que pertenece a los Atlanta Braves. Originalmente firmado por los Yanquis de Nueva York como agente libre internacional en 2007, Vizcaíno fue cambiado a los Bravos después de la temporada 2009.
La recta de Vizcaíno se ha registrado en 101 millas por hora (163 km/h).

## Carrera

### New York Yankees
Vizcaíno firmó con los Yanquis de Nueva York como agente libre internacional el 2 de julio de 2007. Hizo su debut profesional con los Yanquis a nivel de novato con los Gulf Coast League Yankees de la Gulf Coast League en 2008, lanzando un récord de 3 victorias y 2 derrotas, 3.68 de efectividad, con 48 ponches y 13 bases por bolas en 44 entradas lanzadas en más de doce partidos. Vizcaíno lanzó en Clase-A con los Staten Island Yankees de la New York–Penn League en 2009, terminando con un récord de 2-4 con una efectividad de 2.13 en 10 partidos, todos como abridor, ponchando a 52 en 42 entradas y un tercio. Después de la temporada 2009, la revista Baseball America clasificó a Vizcaíno como el tercer mejor prospecto de los Yankees, calificando su curva como la mejor en la organización del equipo, y proyectándolo para ser el cuarto abridor en la rotación de los Yankees para 2013.

### Atlanta Braves
Vizcaíno fue cambiado de los Yankees a los Bravos de Atlanta junto a Melky Cabrera, Michael Dunn, y 500,000 dólares a cambio de Javier Vázquez y Boone Logan el 23 de diciembre de 2009. La revista Baseball America lo calificó como el 69 mejor prospecto en el béisbol antes del inicio de la temporada regular. Los Bravos asignaron a Vizcaíno a Clase-A con los Rome Braves de la South Atlantic League. Allí, tuvo un récord de 9-3 con una efectividad de 2.34 en doce aperturas, ponchando a 66 en 69 entradas y un tercio. Fue promovido a Clase-A Avanzada con los Myrtle Beach Pelicans de la Carolina League, donde tuvo una efectividad de 4.63 en tres aperturas antes de sufrir una deformación del codo derecho que lo llevó a la lista de lesionados. En el examen se le descubrió un desgarro parcial en el ligamento del codo derecho. No lanzó por el resto de la temporada, terminando con una efectividad de 2.74 en general. La revista Baseball America clasificó a Vizcaíno como el séptimo mejor prospecto de los Bravos después de la temporada.
Antes de la temporada 2011, la revista Baseball America clasificó a Vizcaíno como el 93 mejor prospecto en el béisbol. En 2011, Vizcaíno comenzó la temporada en Clase-A Avanzada con los Lynchburg Hillcats de la Carolina League, pero fue promovido a Doble-A con los Mississippi Braves de la Southern League y Triple-A con los Gwinnett Braves de la International League más adelante en la temporada. Terminó de 5-5 con una efectividad de 3.06, 100 ponches y 28 bases por bolas en 97 entradas a través de tres niveles diferentes.
Vizcaíno fue llamado a las Grandes Ligas por primera vez el 10 de agosto de 2011. Hizo su debut en Grandes Ligas ese día, lanzando en relevo, dándole boleto a dos bateadores y golpeando a otro en la novena entrada. Vizcaíno ganó su primer partido en la victoria 2-1 en entradas extras de los Bravos sobre los Gigantes de San Francisco el 16 de agosto. En diecisiete partidos con los Bravos de Atlanta, Vizcaíno tuvo marca de 1-1, efectividad de 4.67 y ponchó a 17 en 17 entradas y un tercio. Después de la temporada 2011, la revista Baseball America clasificó a Vizcaíno como el segundo mejor prospecto de los Bravos, después de Julio Teherán. El 20 de marzo de 2012 se sometió a una operación Tommy John que le hizo perder el resto de la temporada 2012.

### Chicago Cubs
El 30 de julio de 2012 Vizcaíno fue traspasado junto con el lanzador derecho Jaye Chapman a los Cachorros de Chicago por el lanzador zurdo Paul Maholm y el jardinero Reed Johnson. Comenzó la temporada de 2013 en la lista de lesionados de 60 días aún recuperándose de la cirugía Tommy John que tuvo anteriormente, y se esperó que regresase después de la pausa del Juego de Estrellas. Sin embargo, Vizcaíno requirió cirugía artroscópica en el codo en mayo y estuvo en rehabilitación el resto de la temporada 2013. Regresó en 2014 y fue llamado a las Grandes Ligas en septiembre, cuando las plantillas se expanden.

### Atlanta Braves (segunda experiencia)
El 16 de noviembre de 2014 los Cachorros cambiaron a Vizcaíno y tres vacantes de fichajes internacionales por Tommy La Stella y una vacante internacional de los Bravos de Atlanta. El 30 de marzo de 2015, Vizcaíno fue enviado a los Gwinnett Braves de la Liga Internacional. Fue suspendido por los primeros ochenta partidos de la temporada de la liga menor 2015 tras dar positivo por estanozolol en abril.
Luego de cumplir su suspensión, fue activado por los Bravos el 6 de julio, y gracias a un buen desempeño como parte del cuerpo de relevistas del equipo, fue designado el cerrador del club luego de que Jim Johnson fuera transferido a los Dodgers de Los Ángeles. Culminó la temporada 2015 con nueve salvamentos y efectividad de 1.60 en 33 2⁄3 entradas lanzadas.